# 黃浦站
黃浦站（韓語：황포역）是朝鮮民主主義人民共和國慈江道长江郡狼林劳动者区的一個鐵路車站，属于江界线。

## 邻近车站
江界线
坪里站 - 黃浦站 - 十里坪站